# مارماهی کام‌اره‌ای سراسرگلو
مارماهی کام‌اره‌ای سراسرگلو (نام علمی: Serrivomer jesperseni) نام یک گونه از تیره مارماهی دندان‌اره‌ای است.